# IC 4250/2
IC 4250/2 је спирална галаксија у сазвијежђу Береникина коса која се налази на листи објеката дубоког неба у Индекс каталогу.
Деклинација објекта је + 26° 28' 22" а ректасцензија 13h 26m 8,2s. Привидна величина (магнитуда) објекта IC 4250 износи 15,2 а фотографска магнитуда 16,0. IC 42502 је још познат и под ознакама CGCG 161-49, PGC 1777586.